# Irakische Küche
Die Irakische Küche ist die Landesküche Iraks. Sie ist jedoch nicht homogen, sondern besteht aus zwei verschiedenen Regionalküchen im Norden und im Süden des Landes. Im relativ feuchten Norden (dem antiken Assyrien) wird Weizen und Steinobst angebaut, im trockenen Süden (dem alten Babylonien) gibt es Reis und Datteln. Die Kurden, die den größten Teil des Nordens ausmachen, teilen die Küche des Nordens.

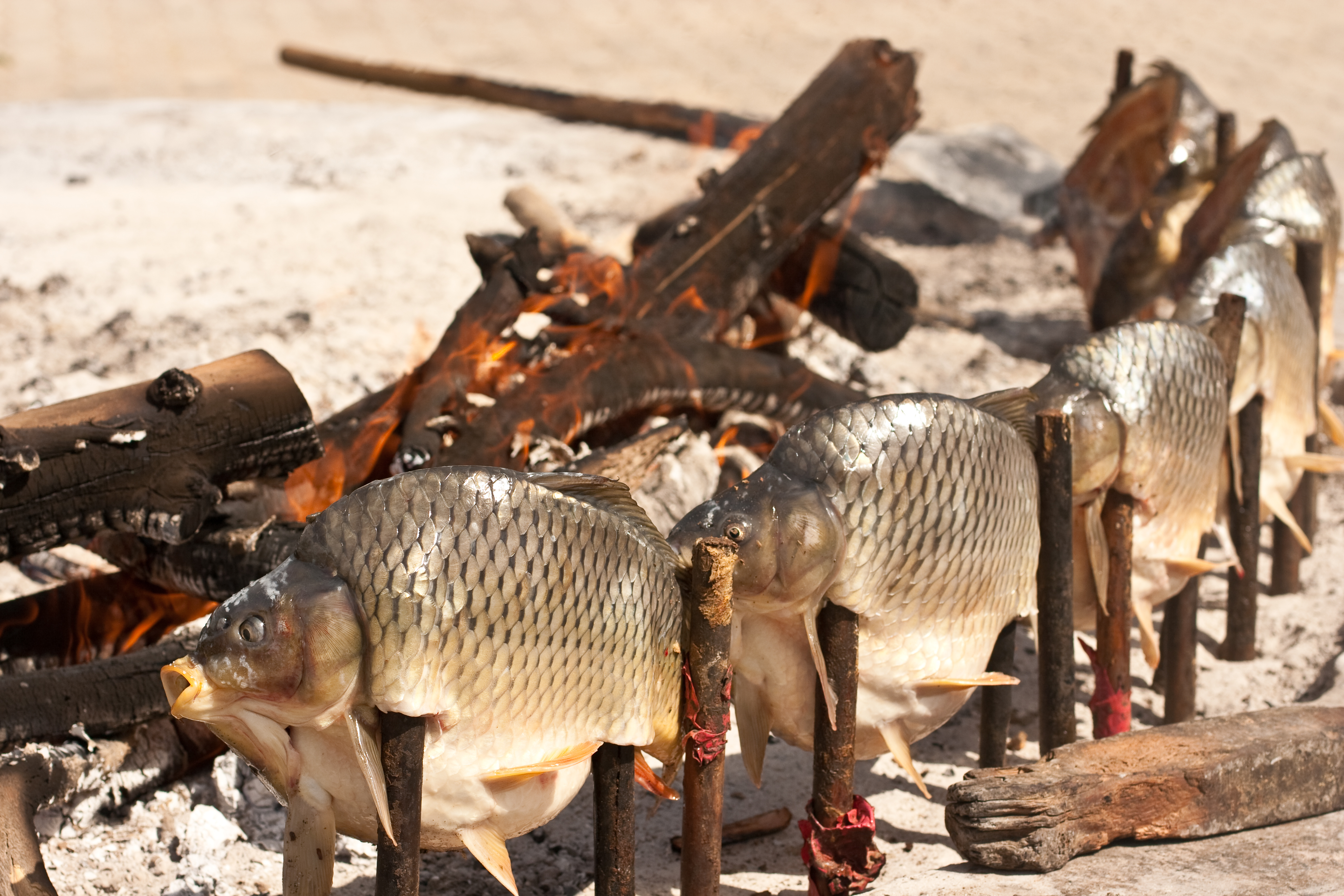
Masguf in der Zubereitung

Die nordirakische Küche entspricht weitgehend der des Nachbarlandes Syrien, während die südirakische Küche eigenständiger ist und vor allem auf Reis, Fisch und Datteln basiert. Getreide spielt allgemein eine große Rolle als Grundnahrungsmittel, häufig kombiniert mit Fleisch. Häufig gegessen werden verschiedene Breispeisen mit Fleischeinlage, Brot mit Fleisch und ein Gericht aus Getreide und Fleisch namens kubba. Im Frühling, wenn Blütezeit ist, wird oft „yaprax“ (=yaprach ausgesprochen) gegessen, gekochte Weinblätter gefüllt mit Reis, da zu der Zeit die Weinblätter besonders gut geeignet zum Kochen sind.
Verbreitet ist der in der gesamten Region bekannte Getreidebrei Harissa. In der Gegend von Mosul ist kaschki sehr beliebt, ein Getreidebrei mit Fleisch, gewürzt mit getrockneter Limette und Kumin, der mit Tomatensaft oder Kurkuma gefärbt wird. Es wird bei den üblichen Picknicks der Familien zu bestimmten Anlässen in der Nähe des Grabes von Qadib al-Ban gegessen, der als Heiliger verehrt wird.
Gerichte aus Brühe und Fleisch, vermischt mit Brot, werden im arabischen Raum Tharid oder taschrib genannt. In Bagdad wird für tharid das Brot in die Brühe gekrümelt, während taschrib zum Frühstück gegessen wird und aus ganzen Brotstücken besteht, die in Brühe eingeweicht und dann mit Fleisch belegt werden. In Mosul gibt es eine verfeinerte Variante namens taschgiba, bei der weitere Zutaten wie Linsen, Nudeln und Granatapfel hinzugefügt werden.
Kibbeh ist ein im Nahen Osten verbreitetes Gericht aus Getreide und Fleisch, das im Irak kubba heißt. Die Zutaten werden zerkleinert, miteinander vermischt und zu einer Art Klöße geformt. In Mosul gibt es eine davon abweichende Variante, die eine flache Fladenform hat und mit Fleisch, Mandeln, Rosinen und Gewürzen gefüllt und entweder gebacken oder in heißem Wasser gegart wird. Im Süden ersetzt Reis den im Norden üblichen Bulgur, teilweise wird statt Fleisch Fett des Fettschwanzschafes verwendet.
Eine irakische Spezialität ist ein Brot, für das zerkleinertes gebratenes Fleisch vor dem Backen in den Teig gegeben wird, hinzu kommen Gewürze. Je nach Dialekt wird es als uruq oder ghug bezeichnet. Es gibt auch fermentierte Weizengerichte. Für tarchina werden Bulgur und Joghurt vermischt und getrocknet. Ein anderes ist Kaschk aus gekochtem und gesäuertem Bulgur. 
Während Bulgur als Essen der einfachen Küche gilt, hat Reis im Irak einen wesentlich höheren Status. In einer Volkssage aus Mosul heißt es, im Paradies gebe es Aprikosen mit Reis zu essen, in der Hölle dagegen Bulgur mit Tomaten.
Im Irak wird am Spieß zubereitetes Fleisch nicht als Kebab, sondern als tikka bezeichnet. Kabab sind hier Hackfleischspieße, die auf Persisch Tschelo Kabab heißen und in verschiedenen Ländern ähnlich zubereitet werden. Die bevorzugte Fleischsorte ist Lammfleisch oder auch Rindfleisch. Auch Fisch spielt in der Küche eine wichtige Rolle. Das Fischgericht Samak masquf wird mitunter als Nationalgericht bezeichnet. Es wird aus Barben zubereitet, die an Stöcken am offenen Feuer gegrillt und auf der Asche fertig gegart werden. Einige Gerichte wurden aus der persischen Küche übernommen, zum Beispiel Fisinjan, gekochtes Wildgeflügel mit Walnüssen und Granatäpfeln, andere stammen ursprünglich aus der türkischen Küche wie das Süßgebäck Baklava.